# Radácsszentimre
Radácsszentimre (szlovákul: Radatice) község Szlovákiában, az Eperjesi kerület Eperjesi járásában.

## Fekvése
Eperjestől 13 km-re délnyugatra, a Szinye-patak partján található.

## Története
A település Radács és Sárosszentimre 1964-es egyesítésével jött létre.

## Népessége
| Év:            | 1994. | 2004.   | 2014.   | 2024.   |
| -------------- | ----- | ------- | ------- | ------- |
| Emberek száma: | 785   | 742     | 783     | 784     |
| Eltérés:       |       | -5,47 % | +5,52 % | +0,12 % |

| Év:            | 2023. | 2024.   |
| -------------- | ----- | ------- |
| Emberek száma: | 781   | 784     |
| Eltérés:       |       | +0,38 % |

2001-ben 760 lakosából 752 szlovák volt.
2011-ben 743 lakosából 716 szlovák.

## Nevezetességei
- Szent Márton püspök tiszteletére szentelt, római katolikus temploma 13. századi eredetű. A 18. században átépítették.

## Lásd még
- Radács
- Sárosszentimre